# Cardeais e virtudes teologais (Rafael)
As Virtudes Cardeais e Teologais é um afresco luneta de Rafael encontrado na parede sul da Stanza della Segnatura no Palácio Apostólico do Vaticano. Três das virtudes cardeais são personificadas como mulheres esculturais sentadas em uma paisagem bucólica, e as virtudes teologais são representadas por putto.
O afresco fez parte da encomenda de Rafael para decorar os apartamentos privados do Papa Júlio II. Estas salas são agora conhecidas como Stanze di Raffaello.
Depois de completar seus três afrescos monumentais, Disputa do Santíssimo Sacramento, O Parnaso e A Escola de Atenas na Stanza della Segnatura, em 1511 Rafael pintou as Virtudes Cardeais e Teologais.